# Sekou Conneh
Sekou Damate Conneh, Jr., né en 1960 à Gbarnga (Comté de Bong), est un homme politique libérien, et un ancien chef rebelle qui a dirigé le groupe Libériens unis pour la réconciliation et la démocratie (LURD) durant la deuxième guerre civile libérienne (1999-2003).